# Monte Largo 1ra. Sección
Monte Largo 1ra. Sección är en ort i Mexiko.   Den ligger i kommunen Macuspana och delstaten Tabasco, i den sydöstra delen av landet, 700 km öster om huvudstaden Mexico City. Monte Largo 1ra. Sección ligger 28 meter över havet och antalet invånare är 1 446.
Terrängen runt Monte Largo 1ra. Sección är mycket platt. Runt Monte Largo 1ra. Sección är det ganska tätbefolkat, med 67 invånare per kvadratkilometer. Närmaste större samhälle är Macuspana, 8,3 km söder om Monte Largo 1ra. Sección. Trakten runt Monte Largo 1ra. Sección består till största delen av jordbruksmark.